# 샤오야쉬안
샤오야쉬안(중국어: 蕭亞軒, 병음: Xiāo Yàxuān, 한자음: 소아헌, 영어: Elva Hsiao 엘바 샤오[*], 1979년 8월 24일 ~ )은 타이완의 가수이다.